# Бобрусов, Алексей Леонидович
Алексей Леонидович Бобрусов (род. 25 апреля 1954, Москва) — график, живописец, офортист, иллюстратор получивший признание и как мастер экслибриса, работы находятся в собраниях Государственной Третьяковской галереи, Государственного музея изобразительных искусств им А. С. Пушкина, частных коллекциях России, Великобритании, Франции, Германии, Ирландии, Италии, Швейцарии, Швеции, Китая, США, Турции и Японии .

## Биография
Отец — Фишбейн Леонид Давидович (1909—2010), архитектор, Ветераны Великой Отечественной войны, мать — Бобрусова Татьяна Михайловна (1910—1998).
В 1972 году закончил Московскую среднюю художественную школу им. В. И. Сурикова, в 1972—1974 — Заочный университет искусств, в 1975—1980 годах учился в Московском полиграфическом институте (профессора А. Д. Гончаров, А. В. Васнецов).

## Творчество
Экслибрисы Алексея Бобрусова предоставляют возможность для любителей печатной графики, коллекционеров, художников и искусствоведов рассмотреть книжный знак как часть станковых работ художника и способ «отработать» в малой форме часть большой композиции, персонифицируя детали.

Восемь книжных знаков Бобрусова находятся в собрании ГМИИ им. А. С. Пушкина в коллекции экслибрисов отдела графики. Они вошли в корпус работ XX—XXI вв., представляющих собой раздел истории экслибриса, утратившего своё прикладное значение, и рассматриваются как предмет коллекционирования графики малого формата. Именно в связи с этим и интересны художественные приемы, изыскания в офортной технике, способы печати, а также тематика работ художника.
В каталоге перечислены все экслибрисы, выполненные Алексеем Бобрусовым с июня 1994 г. по февраль 2007 г..
— Надежда Деркач, научный сотрудник отдела графики ГМИИ им. А.С.Пушкина

## Персональные выставки
1990 — Фестиваль художников ассоциации «Artistes a la Bastille», Париж (Франция)

1990 — галерея «Peinture Fraiche», Париж (Франция)

1991 — галерея «Natalie Boldyreff», Париж (Франция)

1993 — «Fedulov Gallery», Москва (Россия)

1994 — муниципальный выставочный зал «Измайлово», Москва (Россия)

1995 — выставка «Rattus». Галерея «Велта», Москва (Россия)

1995 — галерея «Муртуз», Москва (Россия)

1996 — галерея «Московская палитра», Москва (Россия)

1996 -выставка «Волшебное путешествие». Галерея «Велта», Москва (Россия)

1997 — выставка «Ностальгия по черепахе». Галерея современного искусства «Аврора», Тверь (Россия)

1997 — выставка «Разговор с Мемноном». Галерея «Велта», Москва (Россия)

1997 — выставка в фирме «Ай-би-эс». Творческое объединение «Блиц арт» при московском финансовом клубе, Москва (Россия)

1998 — выставка в Московском центре Карнеги, Москва (Россия)

1999 — выставка «Игра в фантики» в фирме «Ай-би-эс». Творческое объединение «Блиц арт», Москва (Россия)

1999 — выставка «Заметки путешественника». Департамент экономической политики и развития г. Москвы, муниципальное предприятие «Экономика», творческое объединение «Блиц арт», Москва (Россия)

2001 — выставка «Письма к отцу». Галерея «Велта», РОСИЗО, Москва (Россия)

2002 — выставка «Старая Москва». Департамент экономической политики и развития г. Москвы, государственное унитарное предприятие «Экономика», творческое объединение «Блиц арт». Москва (Россия)

2003 — выставка «Прогулки по Москве Алексея Бобрусова. 2002 год» в фирме «Ай-би-эс». Творческое объединение «Блиц арт», Москва (Россия)

2003 — выставка «Одинокий и другие…». Музей экслибриса, Москва (Россия)

2004 — выставка «Маленькая Малаховка». Галерея «А-3», Москва (Россия)

2004 — выставка «Мои дороги ведут в Рим». ЦДХ, Москва (Россия) 

2005 — выставка «Большая Волга, или Жили-были дед и баба». Галерея «А-3», Москва (Россия) 

2006 — выставка «Мой парижский бестиарий». Международный центр искусств, Париж (Франция)

2006 — выставка «Мой парижский бестиарий». Interntional Stella Galerie «Art&Actualite», Париж (Франция)

2006 — выставка «Мой парижский бестиарий». Русский культурный центр им. А. С. Пушкина, Париж (Франция)

2007 — выставка «Пригород». Музей экслибриса, Москва (Россия) 

2008 — выставка «Eau-forte mon amour». Галерея «А-3», Москва (Россия) 

2008 — выставка офортов в фирме «Ай-би-эс». Творческое объединение «Блиц арт», Москва (Россия)

2008 — выставка «Парижские письма». Международный центр искусств, Париж (Франция)

2009 — выставка «Мой парижский бестиарий». Галерея «Вертъ», выставочный зал «Периметр» (Гостиный двор), Москва (Россия)

2009 — выставка «Мои дороги ведут в Рим» в фирме «Ай-би-эс». Творческое объединение «Блиц арт», Москва (Россия)

2009 — выставка в Московском городском Гольф Клубе, Москва (Россия)

2010 — выставка «Колыбель цивилизации». ЦДХ, Москва (Россия) 

2010 — выставка «Последние новости из жизни богов». Выставочный зал Научно-производственного объединения «ДНК-Технология», Протвино (Россия)

2011 — выставка «Большая Волга» и «Парижские нимфы». Международный центр искусств, Париж (Франция)

2011 — выставка «В старой Москве». Галерея «Fireweed Gallery». Хомер, Аляска (США)

2011 — выставка «Рыбалка как творческий процесс». Клуб «Карась», Москва (Россия)

2012 — выставка «Непостижимы творения твои…». Галерея «Беляево», Москва (Россия) 

2012 — выставка «Поцелуй бога». Галерея «I-Gallery», Париж (Франция)

2012 — выставка «Парижские письма». Галерея «Кино», Москва (Россия)

2012 — выставка «Ловля крокодилов на озере Селигер». Галерея «Кино», Москва (Россия)

2012 — выставка «Очень долгая дорога в Агру». Галерея «Кино», Москва (Россия)

2012 — выставка «Парижские нимфы». Галерея «Кино», Москва (Россия)

2013 — выставка «Очень долгая дорога в Агру». Выставочный зал Научно-производственного объединения «ДНК-Технология», Протвино (Россия)

2012 — выставка «Парижские письма» и «Парижские нимфы». Галерея «Mostra», Варшава (Польша)

2012 — выставка «Итальянские дневнички». Дворец на Яузе, Москва (Россия)

2014 — выставка «Маленькая Малаховка» и «Пригород». Московский театр кукол. Москва (Россия)

## Награды
- Диплом и приз Президента ассоциации искусств «Montgeron-Crosne» 1991 г. (Франция).
- Специальный диплом жюри и премия фирмы «Ортекс Кенинг» на 2-й биеннале станковой графики «Калининград-Кенигсберг-92» (Россия)
- Диплом лауреата конкурса на лучшее художественное произведение в технике эстампа, посвященное 850-летию Москвы. 1996 г. (Россия)
- Диплом лауреата выставки Второго Всероссийского конгресса экслибриса 2007 г. (Российская ассоциация экслибриса), Вологда (Россия)
- Диплом «Атлант искусства» за выдающиеся достижения в современном искусстве. 2008 г. «Галерея А3», Москва (Россия).[14]
- Диплом лауреата I премии Международного конгресса экслибриса в г. Ярославль. 2009 г. (Россия).[15]
- Почетный диплом III Московского Международного фестиваля искусств «Традиции и Современность», 2009 г. Москва (Россия).[16]
- Почетный диплом XXXIII конгресса F.I.S.A.E. (Международная ассоциация экслибриса). 2010 г. Стамбул (Турция).
- Главный приз Международного фестиваля города Ферте-Бернар. 2011 г. (Франция).
- Диплом лауреата выставки в Центре Пьера Кардена, 2011 г. Париж (Франция).
- Диплом Городского совета Международного фестиваля города Ферте-Бернар. 2012 г. (Франция).
- Диплом лауреата юбилейной выставки-конкурса Творческого союза дизайнеров в Центральном доме художника, январь 2013 г. (в номинации живопись)Москва (Россия).
- Диплом «Лучшие книги года» за книгу «Непостижимы творения твои… Бестиарий», 2013 г.
- Диплом 1 степени в номинации «Авторская книга» всероссийского конкурса книжной иллюстрации «Образ книги» — 2013 за книгу «Непостижимы творения твои…»[17]. Лауреат конкурса «Образ книги» в номинации «Книга художника» (2022, 2023)[18]
- Благодарность Президента Российской Федерации (8 августа 2022 года) — за заслуги в развитии отечественной культуры и искусства, многолетнюю плодотворную деятельность[19]